# 'Auhelawa
 (novembre 2020).
Le ʼauhelawa est une langue austronésienne  parlée sur l’île de Nuakata et dans le sud de l’île de Normanby dans la province de la Baie de Milne en Papouasie-Nouvelle-Guinée.